# 柚木線
柚木線（ゆのきせん）は、かつて長崎県佐世保市の左石駅から柚木駅までを結んでいた、日本国有鉄道（国鉄）の鉄道路線である。

## 路線データ（廃止時点）
- 管轄：日本国有鉄道
- 路線距離（営業キロ）：3.9km
- 軌間：1067mm
- 駅数：3駅（起終点駅含む）
- 複線区間：なし（全線単線）
- 電化区間：なし（全線非電化）

## 概要
佐世保軽便鉄道（1918年創立、1921年に佐世保鉄道と改称）の路線として1920年に開業。1936年に買収、国有化され、軌間を762mmから1,067mmに改軌した。途中には肥前池野駅があった。現在、肥前池野駅跡地には公民館、柚木駅跡地には公営団地がある。
沿線の炭鉱から掘り出された石炭を柚木線から左石駅経由で需要のあった北九州方面や積出港である相浦港方面へと運んでいた。戦後、炭鉱の閉山が相次ぎ、貨物輸送は激減、旅客もレールバスであるキハ02形が投入される程度の需要しかなかった。しかも廃止直前は朝夕各2往復のみの運転であった。1967年7月の水害で不通となったが、復旧されることなく同年8月31日限りで廃止された。なお、最後まであった柚木炭鉱は、1972年まで操業している。
廃線跡は、自転車歩行者専用道路として整備された。なお肥前池野駅跡ホーム上には、当時廃止記念として佐世保市に寄贈され図書館として使用されたキハ02 9号車が置かれていたが、1983年頃撤去された。

## 運行ダイヤ
1966年10月1日改正
| 721D | 723D | 725D | 727D | 列車番号 | 722D | 724D | 726D | 728D |
| 616  | 648  | 1701 | 1814 | 左石     | 637  | 747  | 1758 | 1835 |
| 620  | 652  | 1706 | 1818 | 肥前池野 | 634  | 744  | 1755 | 1832 |
| 625  | 657  | 1710 | 1823 | 柚木     | 630  | 740  | 1751 | 1828 |

## 歴史

### 佐世保軽便鉄道→佐世保鉄道
- 1920年（大正9年）
  - 3月27日 佐世保軽便鉄道（相浦 - ）大野（現在の左石） - 柚木間が開業。軌間762mm
  - 5月19日 重石（のちの肥前池野） - 柚木間に高尾駅開業
- 1923年（大正12年）12月26日 佐世保鉄道に社名変更
- 1929年（昭和4年）4月20日 大野駅を左石駅に改称
- 1935年（昭和10年）12月9日 重石駅を肥前池野駅に改称届出

### 国有化後
- 1936年（昭和11年）10月1日 佐世保鉄道全線が買収され国有化、支線含め松浦線となる。高尾駅を廃止
- 1943年（昭和18年）8月30日 全線の軌間を762mmから1,067mmに改軌
- 1945年（昭和20年）3月1日 左石 - 柚木間を松浦線から分離し柚木線となる
- 1962年（昭和37年）3月10日 貨物営業廃止
- 1967年（昭和42年）
  - 7月9日 水害で全線不通
  - 9月1日 左石 - 柚木間全線廃止

## 駅一覧
全線長崎県佐世保市内に所在。接続路線の事業者名は柚木線廃止時点のもの。
| 駅名       | 営業キロ | 営業キロ | 接続路線             |
| 駅名       | 駅間     | 累計     | 接続路線             |
| ---------- | -------- | -------- | -------------------- |
| 左石駅     | -        | 0.0      | 日本国有鉄道：松浦線 |
| 肥前池野駅 | 1.5      | 1.5      |                      |
| 柚木駅     | 2.4      | 3.9      |                      |

- 肥前池野駅 - 柚木駅間には1936年（昭和11年）まで高尾駅（左石起点2.6km）があった。